# Jonathan Asp
Sven Jonathan Asp, född 6 maj 1990 i Malmö S:t Johannes församling, är en svensk fotbollsspelare (mittfältare).

## Karriär
I december 2015 värvades Asp av Åtvidabergs FF. I januari 2018 värvades Asp av norska Notodden FK, där han skrev på ett ettårskontrakt.
Den 5 februari 2019 värvades Asp av Landskrona BoIS, där han skrev på ett ettårskontrakt. I september 2019 förlängde Asp sitt kontrakt med två år. Efter säsongen 2021 lämnade han klubben.